# 청룬
청룬(중국어 정체자: 成潤, 병음: Chéng Rún, 한자음: 성윤, Rand Chen, 1975년 11월 20일 ~ )은 대만의 배우, 텔레비전 배우이자 영화배우이다. 본명은 천보웨이(陳伯偉)이다.
중화민국 가오슝현에서 태어났다.

## 방송
- 천도
- 일가단원
- 천지교녀
- 쌍성고사
- 대시대
- 춘화망로
- 가장
- 희설대만

## 영화
- 대미로만 (2013년)